# Instituto de Matemática Pura y Aplicada

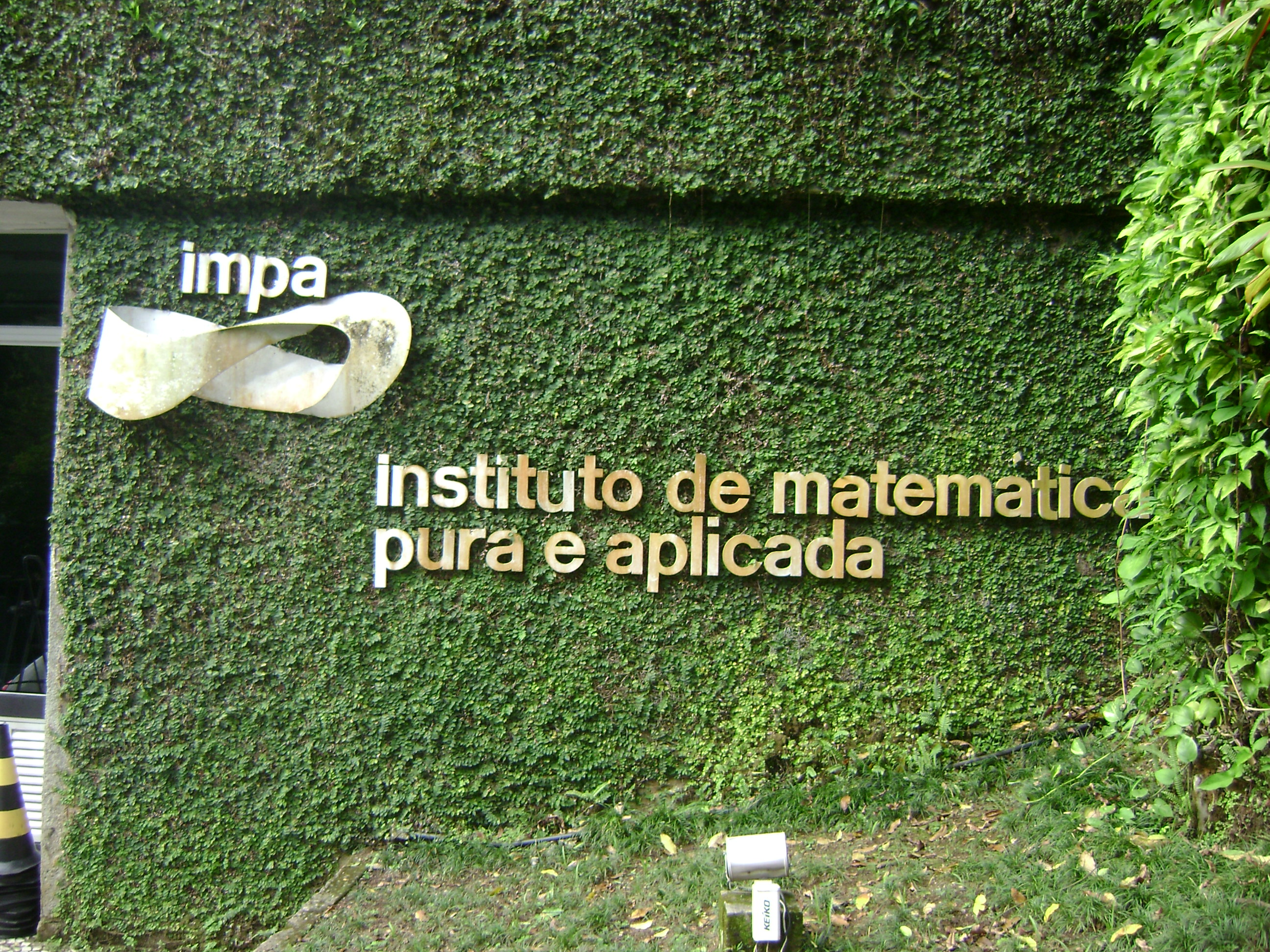
El Instituto Nacional de Matemática Pura y Aplicada

El Instituto Nacional de Matemática Pura y Aplicada (IMPA) es uno de los institutos de investigación del Ministerio de la Ciencia y Tecnología de Brasil, localizado en el Barrio de Jardim Botânico, en la ciudad de Río de Janeiro. Fue fundado en 1951, con el nombre de Instituto de Matemática Pura y Aplicada.
El instituto tiene como objetivo la investigación en matemática y la formación académica, para Maestría y Doctorado.
El IMPA ha llegado a ser uno de los más respetados y reconocidos centros de investigación matemática a nivel mundial. La manera en que la institución selecciona investigadores, postdocs y estudiantes, es la raíz de la excelencia y el prestigio de la institución. Los criterios de selección siempre han sido estrictos. 
Del IMPA salió el primer latinoamericano en ganar la Medalla Fields, el brasileño Artur Avila, entre muchos otros ilustres exalumnos.

## Áreas de investigación
- Álgebra
- Análisis y Equaciones en Derivadas Parciales
- Computación gráfica
- Economía Matemática
- Geometría Diferencial
- Geometría Compleja y Foliaciones Holomorfas
- Dinámica de fluidos
- Optimización
- Probabilidades
- Sistema dinámico y Teoría ergódica
- Topología simpléctica